# Monastère d'Ababkovo
Le monastère Saint-Nicolas-et-Saint-Georges d'Ababkovo (Абабковский во имя святого Великомученика Николая единого от воин и великомученика Георгия женский монастырь) est un monastère féminin de l'Église orthodoxe russe situé dans l'éparchie de Vyksa en Russie. Il se trouve sur la rive droite de l'Oka au village d'Ababkovo dans le raïon de Pavlovo de l'oblast de Nijni Novgorod.

## Histoire

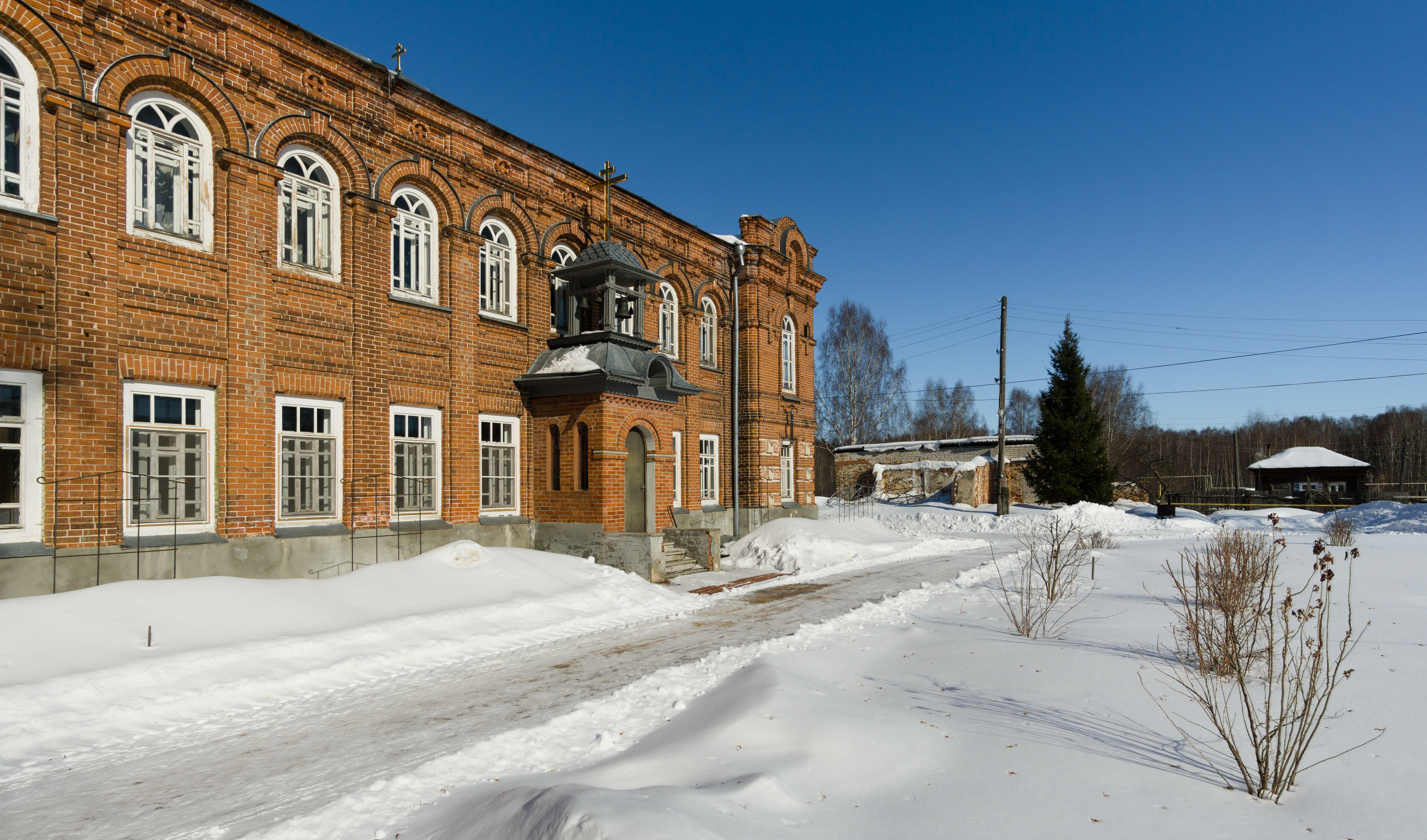
Bâtiment principal.

Le monastère a été fondé en 1818 par la religieuse Lampadia (Maslennikova) comme hospice pour veuves et jeunes filles, placé sous le patronage de saint Séraphin de Sarov. Il est construit sur les fonds de la propriétaire du village, Natalia Iakovlevna Prokofieva, qui fait don de deux déciatines de terrain et fait bâtir une habitation auprès de l'église du cimetière. Le 19 (31) décembre 1848, l'hospice devient une communauté féminine et le 10 (22) janvier 1859, un monastère féminin de troisième classe. Il accueille au début du XXe siècle près de deux cents sœurs.
Le catholicon est consacré en 1851 à l'Intercession-de-la-Vierge avec deux autels, l'un pour saint Georges, l'autre pour le martyr saint Nicolas le Guerrier. Au début du XXe siècle, le monastère se couvre de bâtiments nouveaux (église à neuf coupoles, bâtiment d'infirmerie, quelques constructions de pierre ou de bois, une trapeznaïa, deux hôtelleries pour les retraitantes). Le monastère dispose alors en plus d'une école, d'un dispensaire, d'un hospice pour personnes nécessiteuses, d'un atelier de couture et d'un atelier de peinture d'icônes.
Après la Révolution d'Octobre, les sœurs s'organisent en artel de travail; mais le monastère est supprimé en 1928 et elles sont dispersées. Les églises sont démolies et le territoire est donné comme maison de repos du personnel de la caisse d'assurance de Pavlovo, puis une unité militaire s'y installe. Il devient ensuite une maison de redressement et enfin un camp de pionniers. Avant sa restitution, l'ancien monastère demeure pendant cinq ans à l'abandon, tout est fracassé ou volé, à certains endroits le ciel est visible à travers les plafonds.

### Renaissance

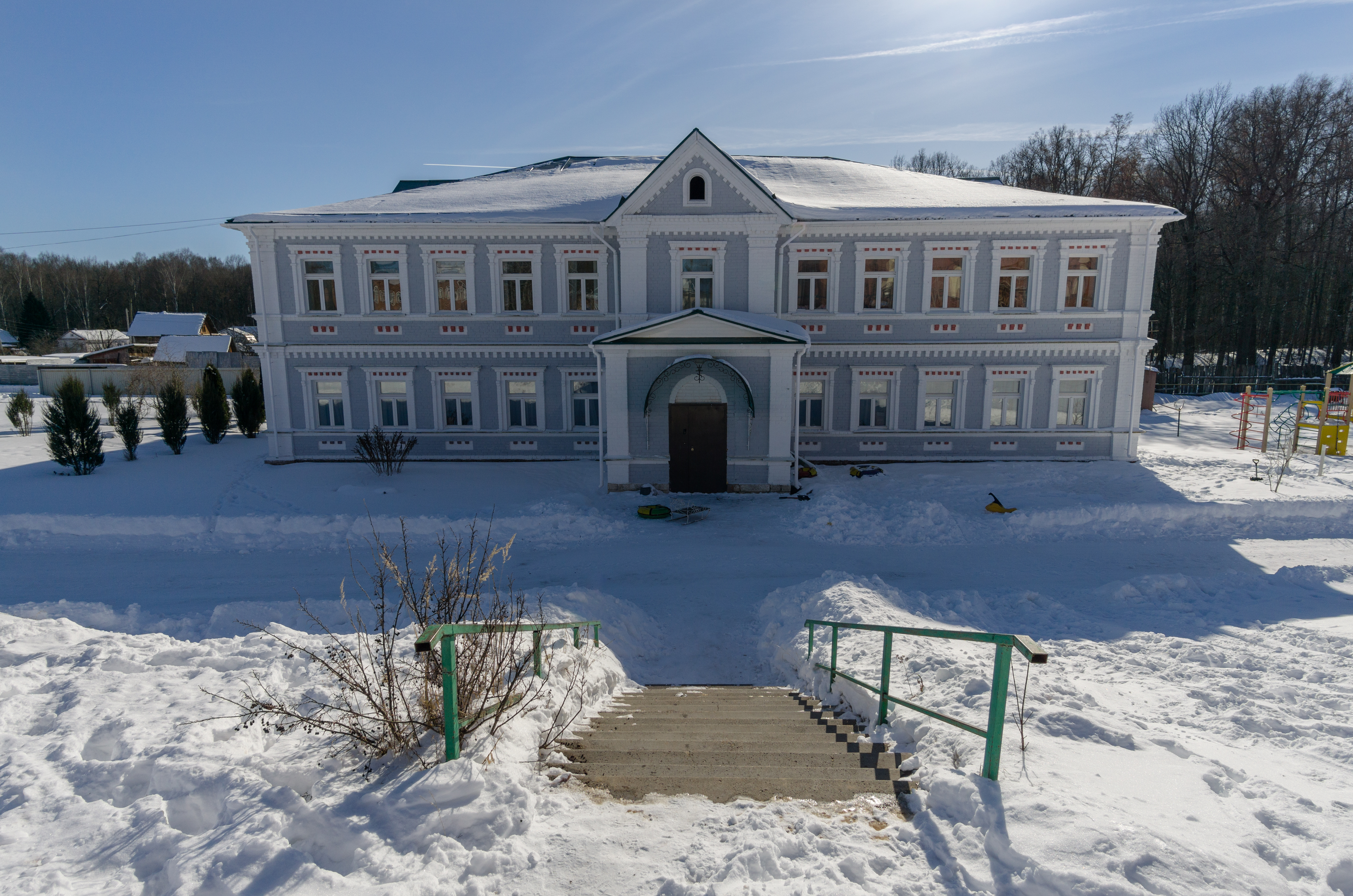
Maison des moniales.

Le monastère est restitué à l'éparchie de Nijni Novgorod le 8 février 1995,. La première supérieure est nommée en la personne de Johanna (Kourbatova) venue du monastère de la Trinité de Mourom. Les premières sœurs demeurent dans la maison qui était autrefois celle de l'higoumène. Le monastère accueille une douzaine de moniales. La chapelle du bâtiment de l'higoumène est consacrée en 2001 par le métropolite Nicolas (Koutepov) de Nijni Novgorod en l'honneur de l'icône de la Théotokos Consolatrice des Affligés. Des sœurs venues du monastère de Diveïevo arrivent en février 2002 avec à leur tête la sœur Nikona (Jeliakova) qui devient mère supérieure d'Ababkovo.
Le 13 février 2005, l'archevêque Georges de Nijni Novgorod célèbre une liturgie divine au monastère, et en mai suivant le catholicon de l'Intercession commence à être construit,.
En janvier 2007, les fondations du catholicon sont terminées, ainsi que les travaux de la maison des élèves de l'école. Elles sont au nombre de neuf en mars 2007, de l'âge de la maternelle à celui du collège (dans l'équivalent français).
Le 7 février 2010, l'archevêque Georges bénit le second bâtiment des enfants et un lycée est en voie de construction. Le 6 novembre 2016, l'évêque Barnabé de Vyksa bénit la croix du clocher de l'église de l'Intercession.

## Higoumènes

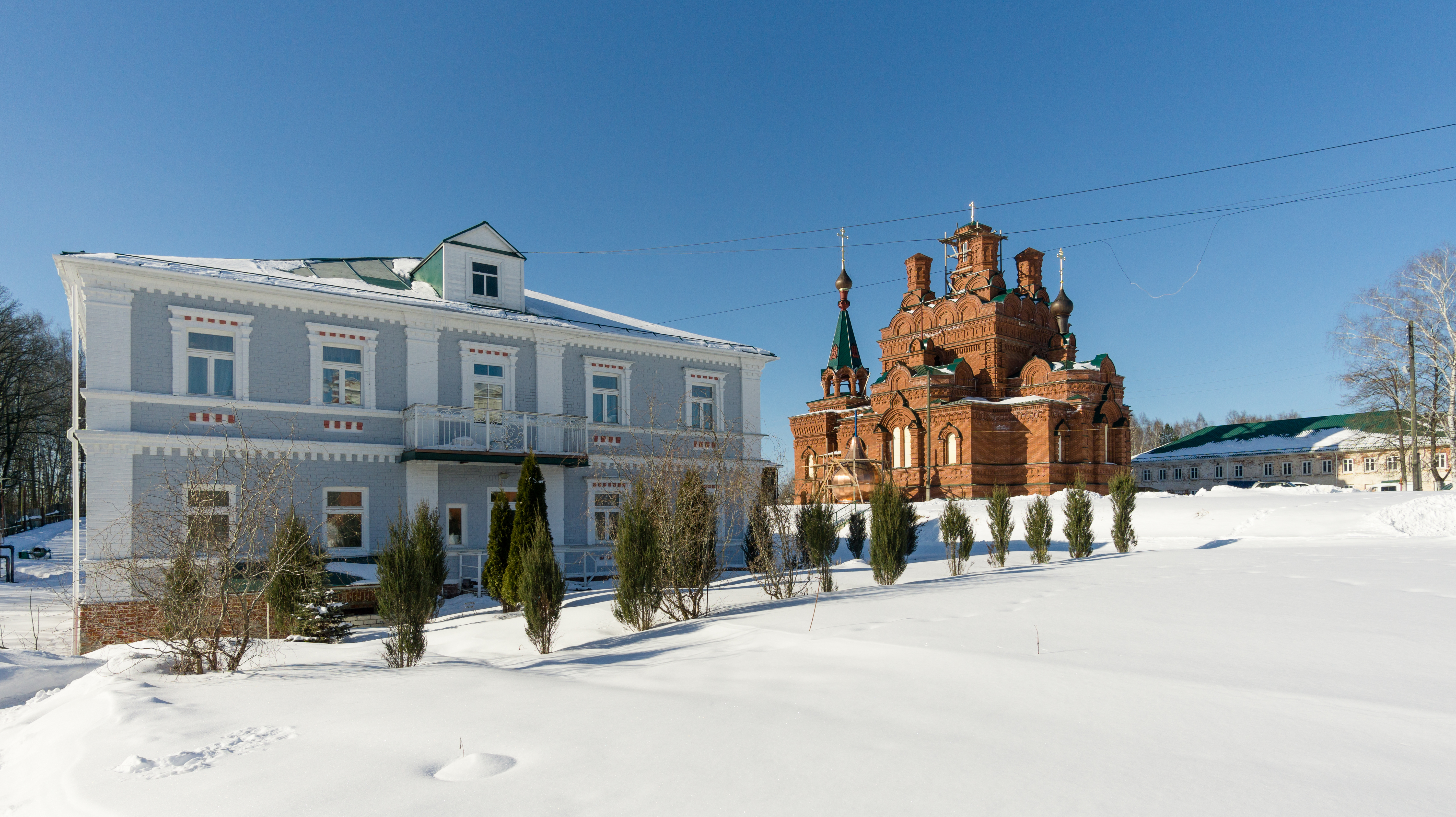
Vue en 2018.

Depuis la réouverture du monastère en 1995, les mères supérieures (higoumènes) sont les suivantes:
- Moniale Irène (Kourbatova), Johanna, dans le schème[5]
- Moniale Olga
- Higoumène Nikona (Jeliakova)

## Filiales
Le monastère englobe plusieurs filiales dans le raïon de Pavlovo:
- Le monastère de la Sainte-Trinité de l'Île-du-Lac à Vorsma;
- L'église de Notre-Dame-Consolatrice-des-Affligés à Gorbatov;
- La chapelle Saint-Élie du marché de Pavlovo.